# Granadai Zoraida
A Granadai Zoraida (olaszul Zoraida di Granata) Gaetano Donizetti kétfelvonásos operája (opera seria). A művet 1821. augusztus és 1822. január között komponálta Bartolomeo Merelli szövegkönyve alapján. A librettó Luigi Romanelli Giuseppe Nicolini számára írt szövegkönyve (Abenamet e Zoraide) alapján készült és Florian Gonzales Gonzalve de Cordove, ou Grenade reconquise című művét dolgozza fel. Az ősbemutatóra 1822. január 28-án került sor a római Teatro Argentinában. 1823-ban Jacopo Ferretti átdolgozta a szövegkönyvet, Donizetti pedig hozzáigazította a zenét. Az átdolgozott változatot 1824. január 7-én mutatták be szintén a Teatro Argentinában. Magyarországon még nem játszották.

## Szereplők
| Szereplő                                   | Hangfekvés       | Az ősbemutató szereposztása |
| ------------------------------------------ | ---------------- | --------------------------- |
| Almuzir, Granada királya                   | tenor            | Domenico Donzelli           |
| Almanzor, Abenamet barátja                 | basszus          | Gaetano Rambald             |
| Zoraida, Abenamet szerelme                 | szoprán          | Maria Ester Mombelli        |
| Abenamet, mór generális                    | tenor (majd alt) | Americo Sbigoli             |
| Ines, spanyol rabszolga, Zoraida barátnője | mezzoszoprán     | Gaetana Corini              |
| Aw Zegri                                   | basszus          | Alberto Torri               |

## Cselekménye
Almuzir meggyilkolta Granada királyát és elfoglalta a trónját. Feleségül akarja venni a király leányát Zoraidát, mert azt reméli, hogy így megerősítheti pozícióját. A leány azonban Abenametbe szerelmes, az egykori király generálisába. Annak érdekében, hogy eltegye láb alól riválisát, Almuzir kinevezi a mór hadsereg élére és megbízza, hogy szerezzen vissza egy címert. Mivel Almuzir már elintézte, hogy a címert a spanyolok szerezzék meg, árulással vádolja meg a sikertelenül járt Abenametet, aki elmenekül. Zoraida úgy dönt, hogy feleségül megy Almuzirhoz, hogy megmentse a börtöntől szerelmét. Amint Abenamet ezt megtudja, hűtlenséggel vádolja meg a leányt. Beszélgetésüket kihallgatják. A leányt beárulják a királynál és árulással gyanúsítják meg. Mivel az árulás a legfőbb bűncselekmény, a király halálra ítéli Zoraidát, hacsak egy bátor hős ki nem áll a becsületéért. Ekkor megjelenik Abenamet, ismeretlen lovagnak álcázva és győz a tornán, sőt rákényszeríti Almuzirt, hogy vallja be, miként gyilkolta meg apját, a királyt. A megdöbbent nép fellázad és Almuzir fejét követeli, de Abenamet megvédi őt. A trónbitorlót annyira meghatja e nemes cselekedet, hogy beleegyezik házasságukba.